# Beni Hocine
Beni Hocine (în arabă بنى حسين) este o comună din provincia Sétif, Algeria.
Populația comunei este de 11.220 de locuitori (2008).